# Оритија
Оритија или Ортија је у грчкој митологији била ниже божанство, вероватно свежег планинског ветра, на шта указују њене породичне везе. Била је кћерка Ерехтеја и Пракситеје, а неки аутори је изједначавају са Хионом, њеном кћерком.

## Митологија
Оритија је била најмлађа кћерка атинског краља Ерехтеја, који ју је много волео и желео да она проведе живот уз њега. Међутим, једном док се играла са другарицама, северни ветар (Бореј) јој је „помазио“ лице и измамио осмех, те је видео колико је она лепа и заљубио се. Зато ју је испросио од њеног оца, али овај одбио да му је да, јер се бојао да ће је задесити слична судбина као и њену сестру Прокну, која се удала за трачког краља Тереја. Бореј ју је због тога отео или док је на обали Илиса брала цвеће са својим другарицама или док је приносила жртве на Атинском акропољу. Однео ју је у Тракију, где су живели у пећини на планини Хем. Родила је синове Калеја и Зета и кћерке Клеопатру и Хиону.
Платон је дао и рационално објашњење ове приче. Наиме, услед налета ветра она је са стене пала у реку и погинула, па су зато говорили да ју је „Бореј однео“. Он такође наводи да је по неким ауторима она „отета“ на Ареопагу (а не крај Илиса), где су иначе судили убицама.

## У уметности
Отмица Оритије је био чест мотив на црвеногифуралним вазама из V века п. н. е.
И из каснијег периода, бронзане скулптуре Гаспара Марсија (1693—1710), такође приказују отмицу Оритије.

## Други ликови
- Оритија је и једна од Нереида према Хигину и Хомеровој „Илијади“.[6]
- Била је једна од Ореада, вероватно кћерка локалног речног бога са планине Либан у Феникији. Са Белом је имала сина Тијаса, који је касније постао Смирнин отац.[7] Неки извори је помињу као Смирнину мајку.[8]
- Оритија (Амазонка).